# Rytířský řád Božího hrobu jeruzalémského
Řád Božího hrobu (latinsky Ordo Equestris Sancti Sepulcri Hierosolymitani, OESSH, česky Rytířský řád svatého Božího hrobu jeruzalémského) je rytířský řád založený podle nedoložené tradice Godefroyem z Bouillonu roku 1099 k ochraně nejvýznamnějšího křesťanského poutního místa ve Svaté zemi, Božího hrobu v Jeruzalémě. Byl řádem strážců, nikoliv bojovníků za křesťanskou víru. V současnosti je řádem pro katolické křesťany, kteří neskládají žádný řeholní slib; řád proto není subjektem mezinárodního práva. Je právnickou osobou podle kanonického práva (mezinárodní veřejné sdružení věřících) a právnickou osobou ve Vatikánském městském státě a je mezinárodně uznaným rytířským řádem. Papežský Svatý stolec uznává a zaručuje pouze dvě instituce rytířských řádů: Maltézských rytířů a právě Rytířů Božího hrobu.

## Historie

### Kanovnický řád Božího hrobu
Původním titulem Strážci Božího hrobu (Custodes S. Sepulcri dominici) nebo Bratři křižovníci Jeruzalémského hrobu Páně (Fratres Cruciferi dominici sepulchri Hierosolymitani) byli založeni jako řád k ochraně Božího hrobu, v jejich čele stál jako vrchní představený patriarcha jeruzalémský.
Nelze prokázat spojení těchto kanovníků Baziliky Božího hrobu (kteří byli založeni Godefroyem z Bouillonu), který roku 1113 přijal augustiniánskou řeholi s rytíři. Po dobytí Jeruzaléma roku 1191 tento kanovnický řád přesunul své hlavní sídlo do Akkonu, k nejstarším mezi evropskými kláštery patřil pražský křižovnický klášter u kostela sv. Petra Na Zderaze, soukromá fundace z doby kolem roku 1188, v jejímž čele stál převor.
Po pádu Akkonu roku 1291 se hlavním sídlem stal dům sv. Lukáše v Perugii v Umbrii, jehož převor užíval titul velmistra. Další rytíři se rozptýlili po Evropě. O nezávislé postavení usiloval například převor významného řádového domu v polském Miechówě. Podle svého znaku – dvojramenného kříže jeruzalémského patriarchy – se nazývali také jako Křižovníci s červeným křížem.
Roku 1489 papež Inocenc VIII. rozhodl bulou Cum solerti meditatione o zrušení křižovnického řádu a krátkodobě jej majetkově i personálně přičlenil k johanitům, aby tak rozšířil křesťanské vojsko v boji proti Osmanským Turkům. Tento záměr nevyšel. Následující papež Alexandr VI. již roku 1496 Řád Božího hrobu obnovil s tím, že velmistrovství řádu je vyhrazeno papeži.

### Rytíři pasovaní v bazilice Božího hrobu
O Boží hrob se od 14. století podle papežské bully Gratiam agimus starali františkáni z Kustodie Svaté země, jejichž představený v Jeruzalémě (kustod Svaté země) měl právo spolu s laickým rytířem pasovat významné poutníky v bazilice Božího hrobu na rytíře.
Jedním z tako pasovaných rytířů byl například budoucí bavorský vévoda Fridrich v roce 1375.

## Od roku 1868 do současnosti
Roku 1847 papež Pius IX. obnovil Latinský jeruzalémský patriarchát, na nějž bylo přeneseno právo františkánů pasovat rytíře Božího hrobu. V roce 1868 tentýž papež reformoval Řád Božího hrobu, takže je nyní mezinárodním katolickým rytířským řádem, který přijímá laiky i duchovní, muže i ženy. Symbolem řádu je červený jeruzalémský kříž. Oděvem rytířů je bílý plášť s červeným jeruzalémským křížem.

### Organizační struktura
Hlavou řádu je kardinál – velmistr, který je jmenován papežem a jemuž pomáhá rada velmistra. Sídlem řádu je Palác della Rovere v blízkosti náměstí sv. Petra v Římě; oficiálním kostelem řádu je kostel sv. Onufria na Janikulu. V současnosti má řád téměř 30 tisíc členů ve 35 zemích. Organizačně je členěn do místodržitelství nebo magistrálních delegací v jednotlivých zemích nebo oblastech. Jeho hlavním úkolem je rozvoj křesťanského života členů řádu a podpora křesťanů ve Svaté zemi, zejména latinského jeruzalémského patriarchátu.

### Třídy a stupně řádu a jejich insignie
Od roku 1949 má řád tři třídy:
- Třída rytířů a dam s kolanou má vždy jen 13 žijících členů (zkratka E.Col.SSH // D.Col.SSH)
- Třída rytířů s následujícími stupni:
  - rytíř velkého kříže (zkratka KGCHS nebo EMCSSH)
  - komtur s hvězdou (zkratka KC*HS nebo C*SSH)
  - komtur (zkratka KCHS nebo CSSH)
  - rytíř (zkratka KHS nebo ESSH)
- Třída dam s následujícími stupni:
  - dáma velkého kříže (zkratka LGCHS nebo DMCSSH)
  - komtur s hvězdou (zkratka DC*HS nebo DC*SSH)
  - komtur (zkratka DCHS nebo DCSSH)
  - dáma (zkratka DHS nebo DSSH)

Bílá řádová uniforma se zlatými doplňky je v dnešní době používána pouze výjimečně. Pro všechny třídy je společným znamením jeruzalémský kříž, jehož užívání na oděvu či v heraldice je upraveno takto:
| Insignie (způsob nošení na uniformě) | Insignie (způsob nošení na uniformě) | Insignie (způsob nošení na uniformě)                   | Insignie (způsob nošení na uniformě)          | Insignie (způsob nošení na uniformě) |
| ------------------------------------ | ------------------------------------ | ------------------------------------------------------ | --------------------------------------------- | ------------------------------------ |
|                                      |                                      |                                                        |                                               |                                      |
| Stužky a označení                    |                                      |                                                        |                                               |                                      |
| KHS / DHS Rytíř / Dáma               | KCHS / DCHS Komtur / Dáma-komtur     | KC*HS / DC*HS Komtur s hvězdou / Dáma-komtur s hvězdou | KGCHS Rytíř velkého kříže/ Dáma velkého kříže | Rytíř s kolanou/ Dáma s kolanou      |
| Znak rytířů a dam (laiků)            |                                      |                                                        |                                               |                                      |
|                                      |                                      |                                                        |                                               |                                      |

### Zvláštní případy v řádové heraldice
V heraldice existují speciální kombinace honosných kusů pro duchovní, kteří jsou členy řádu, a také pro užívání řádového znamení ve štítu:
| Kardinál velmistr                                     |
| Patriarcha velkopřevor                                |
| Arcibiskup asesor                                     |
| Ostatní duchovní                                      |
| Rytíři s kolanou, členové Rady velmistra, místodržící |

## Svatí a blahoslavení řádu
- Panna Maria Královna Svaté země – patronka řádu (svátek 25. října nebo následující neděli)
- Svatý Josef z Arimatie (svátek 31. srpna)
- Svatý Nikodém (svátek 31. srpna)
- Svatá Helena (svátek 18. srpna)
- Svatý Ludvík (svátek 25. srpna)
- Svatý Pius X. – velmistr řádu (svátek 21. srpna)
- Blahoslavený Pius IX. – obnovitel Latinského patriarchátu jeruzalémského (1847) a reformátor řádu (1868) (svátek 7. února)
- Blahoslavený Giuseppe Benedetto Dusmet (Svátek 30. srpna)
- Blahoslavený Andrea Carlo Ferrari (svátek 2. února)
- Blahoslavený Alfredo Ildefonso Schuster (svátek 30. srpna)
- Blahoslavený Bartolo Longo (svátek 5. října)
- Blahoslavený Alojzije Stepinac (svátek 10. února)

### Řádové svátky
- Blahoslavené Panny Marie, Královny Svaté země (25. října) – možnost získat plnomocné odpustky pro členy řádu[5]
- Posvěcení baziliky Božího hrobu (13. září)
- Povýšení Sv. Kříže (14. září) – možnost získat plnomocné odpustky pro členy řádu[5]
- Sv. Pia X. (21. srpna) – možnost získat plnomocné odpustky pro členy řádu[5]
- Sv. Heleny (18. srpna) – možnost získat plnomocné odpustky pro členy řádu[5]

Členové řádu mohou získat plnomocné odpustky i v den řádové investitury.

## Řád Božího hrobu v českých zemích
V průběhu historie se stala členy řádu Božího hrobu řada významných českých osobností, a to nejméně od 15. století. V roce 1929 vzniklo pod vedením politika a podnikatele Jana Jiřího Rückla československé místodržitelství řádu Božího hrobu, které ovšem zaniklo po druhé světové válce i následkem poválečného politického vývoje. K obnově jeho činnosti došlo až po pádu totalitního režimu v roce 2015, kdy byla ustavena magistrální delegace řádu v českých zemích, jejím velkopřevorem byl jmenován olomoucký arcibiskup Mons. Jan Graubner a magistrálním delegátem Dr. Jiří Pořízka. Za duchovní sídlo české magistrální delegace řádu byla zvolena Kalvárie v Jaroměřicích u Jevíčka, poutní místo a významná národní kulturní památka. 
Dekretem řádového velmistra kardinála Filoniho byla kde dni 1. ledna 2024 magistrální delegace v ČR povýšena na  místodržitelství. Prvním místodržitelem byl jmenován dosavadní magistrální delegát doc. Tomáš Parma.